# 名古屋市立大森中学校
名古屋市立大森中学校（なごやしりつ おおもりちゅうがっこう）は、愛知県名古屋市守山区大森にある市立中学校。

## 沿革
- 1974年（昭和49年）4月 - 名古屋市立守山東中学校分校として設立[3]。
- 1975年（昭和50年）4月1日 - 名古屋市立大森中学校として創立[1]。
- 1976年（昭和51年）11月 - 『大いなる明日を』を校歌として制定する[3]。
- 1980年（昭和55年）8月 - 森孝新田に分校校舎が成立[3]。
- 1981年（昭和56年）4月 - 森孝新田の分校が名古屋市立森孝中学校として分離独立する[3]。
- 1983年（昭和58年）5月 - 校内に大森地域スポーツセンターを開設する[3]。
- 2000年（平成12年）3月 - 校内テレビ放送スタジオが完成する[3]。施設を利用した全校朝会などを行っている[1]。

## 歴代校長
1. 袴田秀男[4]
2. 加藤賢三[4]
3. 柗原武久[4]
4. 河瀬安春[4]
5. 蟹江保[5]
6. 出井正康[5]
7. 長谷川芳郎[5]
8. 丸山哲夫[5]
9. 水野怜[1]
10. 長谷健治[1]
11. 鈴木正英[1]
12. 西田節子[1]
13. 丹羽宏之[1]
14. 田辺彰[1]

## 校歌
- 『大いなる明日を』（作詞近藤一一・作曲水野久一郎）[6]

## 部活動

### 運動部
- 野球部[7]
- ラグビー部[7]
- バスケットボール部[7]
- ソフトボール部[7]
- サッカー部[7]
- ソフトテニス部[7]
- 卓球部[7]

### 文化部
- パソコン部[7]
- 合唱部[7]
- 美術部[7]

## 通学区域
- 名古屋市立大森小学校・名古屋市立大森北小学校・名古屋市立天子田小学校の学区が通学区域である[8]。

## 交通

### 鉄道
名古屋鉄道（名鉄）
■ 瀬戸線 大森・金城学院前駅下車、徒歩で約10分。
名古屋市営バス
- 藪田 バス停より徒歩で約4分。
- 大森住宅 バス停より徒歩で約3分。